# Kurt Zimmer (Sportmediziner)
Kurt N. Zimmer (* 1946; † 27. Februar 2019) war ein deutscher Sportmediziner und Hochschullehrer.

## Leben
Der gebürtige aus der Eifel stammende Zimmer studierte an der Deutschen Sporthochschule Köln sowie Medizin in Aachen.
Seine Doktorarbeit im Fach Medizin wurde 1977 an der Technischen Hochschule Aachen angenommen, ihr Titel lautete Vergleichende Untersuchung über die Zuverlässigkeit der manuellen und der automatischen Auswertung intrakardialer Druckkurven.
An der Ruhr-Universität Bochum war der ab 1980 in Hattingen wohnhafte Mediziner und Diplomsportlehrer ab 1979 als Leiter des Sportärztlichen Dienstes sowie an der Fakultät für Sportwissenschaft als Lehrkraft tätig. Ab 1992 war er zusätzlich an der Bergischen Universität Wuppertal als sportmedizinische Lehrkraft beschäftigt.
Zu den Schwerpunkten Zimmers sportmedizinischer und sportwissenschaftlicher Arbeit gehörten die Bereiche Kleine Spiele, Erste Hilfe, Sportverletzungen, Massage- und Entspannungsverfahren und Gymnastik.
Ende Oktober 2010 wurde ihm an der Bergischen Universität Wuppertal die Bezeichnung Honorarprofessor verliehen.
Im April 2011 endete seine Tätigkeit an der Ruhr-Universität Bochum aus Altersgründen, der Sportärztliche Dienst an der Hochschule wurde gleichzeitig eingestellt. Zimmer blieb jedoch bis 2018 Lehrbeauftragter an der Bergischen Universität Wuppertal.